# Boštin
Boštin (mađ. Bosta) je selo u južnoj Mađarskoj.
Zauzima površinu od 5,95 km četvornih.

## Zemljopisni položaj
Nalazi se na 45° 56' 54" sjeverne zemljopisne širine i 18° 12' 33" istočne zemljopisne dužine. Salanta je 1 km istočno, Nijemet 2 km istočno, Garija je 2 km južno-jugozapadno, Turon je 3 km južno-jugoistočno, Szilvás je 500 m sjeverozapadno, Suka je 1 km sjeverozapadno, Reginja je 3 km sjeverozapadno, Kukinj je 4 km sjeverno, Pogan je 4 km sjeveroistočno, a Ovčar 4 km zapadno-jugozapadno.

## Upravna organizacija
Upravno pripada Pečuškoj mikroregiji u Baranjskoj županiji. Poštanski broj je 7811.

## Stanovništvo
Boštin ima 143 stanovnika (2001.).

## Vanjske poveznice
- (mađ.) Bosta a Vendégvárón[neaktivna poveznica]
- Boštin na fallingrain.com